# Maalgraad
De maalgraad is een eigenschap van een suspensie van papiervezels in water. Deze eigenschap wordt gebruikt in de productie van papier. De maalgraad is een maat voor de ontwateringssnelheid van een mengsel van water en vezelstoffen. De ontwateringssnelheid is van belang voor de snelheid waarmee een papier in het bladvormingsdeel van de papiermachine ontwatert, dat wil zeggen water verliest, en is daarmee medebepalend voor de snelheid van de papiermachine.
Daarnaast heeft de maalgraad een directe correlatie met enige andere eigenschappen van het papier, zoals sterkte, doorzicht en formatie, doorscheurweerstand.
De maalgraad kan beïnvloed worden door het malen van de celstofvezels met een refiner of Hollander. 
De maalgraad wordt in europa doorgaans uitgedrukt in graden Schopper-Riegler. In de verenigde staten wordt de maalgraad doorgaans als freeness aangegeven. 